# 申思
申思（1973年5月1日—），上海人，是已退役的中国职业足球运动员和主教练。后因受贿踢假球被正式逮捕并入狱服刑。
申思球员时代主要出任中场左路或者中路进攻组织。在中国职业足球进行体能测试的时代，在这方面不占优势的申思曾经需要补测才能获得参赛资格。但是他在球场上技术出众视野宽广，特别是非常擅长左脚定位球主罚，被不少专业人士认为代表当时中国乃至亚洲任意球最高水准。
申思的职业生涯主要在上海申花和上海中远效力，随申花队取得过联赛杯赛冠军等荣誉。他曾经担任中国国奥队队长，并且多次入选中国国家队参加了亚洲杯和世界杯预选赛，但是未能入选2002年日韩世界杯决赛阶段大名单。2005年加盟上海中邦后不久，因与俱乐部发生矛盾，宣布退役。

## 球员生涯
申思小学开始一直就读于上海多个传统足球特色学校，从平凉路四小转学到止园路小学，此后进入杨浦白洋淀足校，1985年进入上海市少体校，毕业后进入上海市体工队、上海队。期间申思还入选了各级国少和国青队。
1993年底申思入选刚刚职业化的上海申花队，是球队重要的中前场攻击手之一，主要出任左前卫，也在部分场次出任前锋。1995年，上海申花获得甲A联赛冠军、足协杯亚军，但是由于和主教练徐根宝的“抢逼围”战术考虑和要求不符，身为国奥队队长的申思出场时间却很少，仅攻入一球。1996年，申思虽然在多场比赛中有助攻和入球的出色表现，但是始终只能作为替补球员，也因此赢得了“超级替补”之称。
1997年，申花队开始聘请外籍主教练，逐渐重视技战术成分，申思越来越受到重用。在安杰依、墨里西、拉扎罗尼、彼德洛维奇、佩特科维奇等多名国际名帅带队期间申思都是申花队最主要的中场进攻组织者，是球队获得多次联赛亚军和1998年足协杯冠军的绝对主力。
1999年底的摘牌大会上，大连万达摘下了申思。但不久申思上演一出“悔婚”闹剧，原因是大连万达集团退出足坛，申思以对新东家大连实德不了解为由拒绝前往大连。随后申思由于申花的挽留最终留在了申花俱乐部。
2002年，上海文广集团入主上海申花，老帅徐根宝重新回到球队执教。申思以940万元高价，和申花另一名主力祁宏一起转投上海中远，并帮助球队在次年夺得联赛亚军，并入选了甲A联赛最佳阵容。
2005年，上海中远重组阵容，没有与申思续约，申思更诉诸法院向俱乐部索要之前欠薪，最终获得成功。同时申思转会上海中邦，但是之后与俱乐部因为商业宣传等事宜发生矛盾，与队中另一位球星范志毅一起遭到俱乐部处罚，随即宣布退役。

## 执教生涯
2006年，刚刚退役的申思出任甲级队上海康博群英队（后改名为上海七斗星）主教练。2007年5月由于在甲级联赛战绩不佳，主动辞职。
离开职业足坛后，申思创立了上海幸运星足球俱乐部，专门培养青少年球员。
2009年，刚刚迁回上海的浦东中邦宣布申思出任助理教练兼梯队总教练，申思时隔两年后重返职业足球。浦东中邦在前三轮的开局中只取得了两负一平的战绩令马良行下课，4月15日，申思出任浦东中邦主教练。

## 定位球能力
申思的职业生涯中，其定位球能力得到了多名国内外名帅的赞扬，为球队贡献了大量进球和助攻。在申花队效力期间，主罚角球时还经常有摸头顶等暗号，与队友的配合常使对手措不及防。
2004年，他曾参加第一届任意球大师赛，取得亚军，成绩超过了前世界足球先生齐达内、后来申花队的外援里卡德、后来荷兰国家队2008年欧锦赛主力恩格拉尔等。
更为神奇的是2008年7月，已经退役三年的申思远赴美国休斯敦参加新一届任意球大赛，居然又取得了第三名的成绩，虽然不如夺得冠军和一百万美金奖金的巴塞罗那现役主力马奎斯，但是仍然力压直接获得决赛资格的罗纳尔迪尼奥、梅西，以及马丁·巴勒莫、2008年刚刚退役的罗马里奥等国际知名球星。申思赛后接受采访时，也认为单论任意球一项的话，他是具有世界级水平的。

## 入狱
2012年6月13日，沈阳中级人民法院一审判决申思、祁宏、江津、李明，申思被判处有期徒刑6年，另外3人被判有期徒刑5年6个月。受贿踢假球。

## 遭足协处罚
2013年2月18日，申思与祁宏、江津、李明(小)等四大国脚被中国足协终身禁止从事任何与足球有关的活动。

## 现状
2017年刑期正式结束回家后，与祁宏在上海幸运星足球俱乐部继续从事青少年球员的培养工作。

## 荣誉

### 俱乐部
上海申花
- 中国足球甲A联赛冠军 (1): 1995
- 中国足协杯 (1): 1998
- 中国足球超霸杯冠军 (2): 1995, 1998

### 国家队
中国国家队
- 亚洲杯

殿军 (1): 2000